# General Cup
General Cup − profesjonalny, nierankingowy turniej snookerowy.

## Historia turnieju
Turniej ten rozgrywany jest od 2004 roku w General Snooker Club w Hongkongu. Pierwotnie jego nazwa brzmiała General Cup International, zaś od 2012 roku funkcjonuje pod nazwą General Cup.
Do 2011 roku w turnieju brało udział tylko sześciu zaproszonych zawodników z Main Touru. Od 2012 roku postanowiono włączyć do turnieju rundę "dzikich kart", w której z zawodnikami profesjonalnymi cztery mecze rozegrali amatorzy. Od turnieju w 2013 roku powrócono jednak do pierwotnej formy rozgrywek zapraszając jedynie zawodników profesjonalnych, równocześnie zwiększając ich ilość z sześciu do ośmiu.

## Zwycięzcy turnieju
| Rok                       | Zwycięzca                 | II miejsce                | Wynik finału              | Sezon                     |
| General Cup International | General Cup International | General Cup International | General Cup International | General Cup International |
| ------------------------- | ------------------------- | ------------------------- | ------------------------- | ------------------------- |
| 2004                      | Issara Kachaiwong         | Dominic Dale              | 6–3                       | 2004/05                   |
| 2009                      | Ricky Walden              | Liang Wenbo               | 6–2                       | 2009/10                   |
| 2011                      | Stephen Lee               | Ricky Walden              | 7–6                       | 2011/12                   |
| General Cup               |                           |                           |                           |                           |
| 2012                      | Neil Robertson            | Ricky Walden              | 7–6                       | 2012/13                   |
| 2013                      | Mark Davis                | Neil Robertson            | 7–2                       | 2013/14                   |
| 2014                      | Allister Carter           | Shaun Murphy              | 7–6                       | 2014/15                   |
| 2015                      | Marco Fu                  | Mark Williams             | 7–3                       | 2015/16                   |